# Sidabravas
Sidabravas (ryska: Сидабравас) är en ort i Litauen. Den ligger i den centrala delen av landet, 140 km nordväst om huvudstaden Vilnius. Sidabravas ligger 75 meter över havet och antalet invånare är 610.
Terrängen runt Sidabravas är platt, och sluttar österut. Runt Sidabravas är det ganska glesbefolkat, med 32 invånare per kvadratkilometer. Närmaste större samhälle är Šeduva, 12,4 km väster om Sidabravas. Trakten runt Sidabravas består till största delen av jordbruksmark.